# Pierre-Aimé Normandeau
Pour les articles homonymes, voir Normandeau.
Pierre-Aimé Normandeau, né le 5 novembre 1906 à Outremont et mort le 3 décembre 1965 à Montréal, est un céramiste canadien respecté dans l’est du pays. Artiste et professeur, il enseigne à l’École des Beaux-Arts et l’École du meuble de Montréal où il a formé nombre d’autres céramistes. Il a été un des fondateurs de la céramique moderne au Québec et son influence sur cet art pendant les années 1930 jusqu’aux années 1960 est indéniable,.

## Biographie
Pierre-Aimé Normandeau naît le 5 novembre 1906 à Outremont, il est le fils d’Aimé Normandeau et d’Alma Beaulieu. À la fin de ses études, il occupe un travail de bureau et il suit des cours du soir au Monument-National et à l’École des beaux-arts de Montréal. Toujours le soir, il travaille comme modeleur à la maison T. Carli qui est spécialisée dans la fabrication de chemins de croix, de statues et de monuments de l’art religieux, et via ce travail, il a la chance de contribuer à certaines œuvres, dont le monument de Messire Antoine Girouard.
En 1927, il entre à plein temps à l’École des Beaux-Arts qui, en plus des beaux-arts, donne des cours d’arts appliqués et de pédagogie,. En 1928, il exécute la Médaille officielle de l’École des Beaux-Arts de Montréal en bronze à la suite d'un concours qu’il a gagné (il sera le récipiendaire de cette médaille en 1931). Il remporte plusieurs autres prix pour le dessin et le modelage dont, en 1930, alors qu’il est en quatrième année, le premier prix (cours du jour) pour le modelage ornemental et pour l’anatomie artistique et le premier prix (cours du soir) pour le modelage statuaire modèle vivant. Les honneurs se poursuivent. En 1931, il remporte la compétition entre sculpteurs et architectes pour la réalisation d’un monument aux morts Français de Montréal, monument érigé au parc La Fontaine — dont il réalise la sculpture.
Diplômé des Beaux-Arts, il ouvre son propre atelier de sculpture et réalise des œuvres importantes, dont le bas-relief pour le tombeau du maître-autel de l’église Saint-Germain d’Outremont. Au départ, il signe ses céramiques PAN pour Pierre-Aimé Normandeau. Sa production comprend des trophées, dont ceux pour le festival de musique de Montréal, de nombreuses statues de différentes tailles, des médailles de bronze, etc..
En 1932, il gagne une bourse d’étude européenne octroyée par le gouvernement de la province de Québec, bourse qui lui permet d’entrer à l’École Supérieure de Céramique de Sèvres en France où il est le premier Canadien à obtenir un diplôme. La bourse lui permet aussi de poursuivre ses études à la Manufacture de Porcelaine et à l’École Royale de Faenza. Puis, il entreprend un voyage à travers la France et l’Italie pour visiter des usines et des ateliers de céramique, comme le faisaient jadis les « compagnons des anciennes corporations, afin d'avoir une vue d'ensemble lui permettant de faire les adaptations nécessaires à son enseignement.
En mai 1935, à Paris, il se marie avec Gilberte Gambier. Cette dernière est aussi une ancienne élève de l’École de Sèvres, spécialisée dans l’analyse des émaux et des terres et elle deviendra plus tard une collaboratrice précieuse pour son mari. À son retour à Montréal, il ouvre un atelier de céramique dans un ancien hôtel particulier conçu par Ernest Cormier sur la rue Saint-Urbain à Montréal. C’est là qu’il enseigne et continue ses recherches sur plusieurs techniques de céramique et d’émail. La majorité de ses œuvres comprend un travail religieux. Toujours la même année, l’annonce de la création d’un atelier de céramique de l’École des Beaux-Arts de Montréal est faite. Nommé chef de cet atelier /section, Normandeau supervise l’installation et l’acquisition du matériel nécessaire pour les cours. L’ouverture officielle de la section a lieu le 3 mars 1936. Pierre-Aimé Normandeau y joue un rôle déterminant dans ce premier enseignement de la céramique donné au Québec et contribue ainsi au renouveau de la céramique au Québec. À ce moment-là, il assume seul la tâche de l’enseignement tout en continuant à faire de la sculpture. Pendant cette période, il publie des articles, donne des cours à l’École des Beaux-Arts, à la radio et à l’université. Il donne aussi des conférences pour différentes sociétés, surtout à Montréal et à Québec. Il participe aussi à de nombreux jurys d’art.
En 1945, le directeur de l’École du Meuble, Jean-Marie Gauvreau crée une section de céramique. Pierre-Aimé Normandeau alors déplace son atelier de céramique de l'École des Beaux-Arts à l'École du meuble de Montréal, après avoir formé une génération de potiers dont Jean Cartier, Louis Archambault et Louis Parent. Aidé de son épouse, il fonde la section de céramique de l'École du meuble. Et il participe à de nombreuses expositions à Montréal, à Toronto et à Ottawa. En plus d’être professeur et directeur de la section de céramique à l’École du Meuble, de 1948 à 1950, il dirige la section poterie de la Canadian Ceramic Society. En 1953, il est nommé au comité exécutif du Conseil canadien des Arts et il devient président de la Sculptor’s Society of Canada alors que cette association célèbre son 25e anniversaire. Toujours en 1953, il reçoit le grand prix de l’Artisanat et le Prix provincial de sculpture avec une grande terre cuite.
Sérieusement malade, il quitte son poste de directeur de la section de céramique de l’École du Meuble en 1959 et prend une retraite anticipée.
Il meurt le 3 novembre 1965, à l’âge de 58 ans.

## Son art
Pierre-Aimé Normandeau fait partie des fondateurs de la céramique au Québec. Ses œuvres relèvent du modèle artistique français standard avec une esthétique trahissant ses études européennes.
Ses sculptures comme Figure accroupie (1954) traduisent sa préoccupation pour la texture, la forme et la couleur,. « Il faut ajouter à cela la qualité de ses émaux, longuement cherchés afin qu'ils conviennent à la figure et aux nécessités de la terre utilisée ».
Sa production demeure artisanale et artistique. Il n’a jamais pris le chemin de la production industrielle, mais ses pensées vont plutôt influencer ses élèves dont plusieurs vont devenir des créateurs majeurs dans la production industrielle de céramique, dont Raymond Lewis et Jacques Garnier,

## Honneurs
- 1928 : gagne le concours pour la création de la Médaille officielle de l’École des Beaux-Arts de Montréal en bronze, médaille qu’il réalise.
- 1930 : premier prix (cours du jour) pour le modelage ornemental et pour l’anatomie artistique et le premier prix (cours du soir) pour le modelage statuaire modèle vivant.
- 1931 : gagne un concours pour l’exécution du monument aux Morts Français de Montréal (parc Lafontaine)
- 1931 : Médaille de l’École des Beaux-Arts de Montréal.
- 1948-1950 : président de la Sculptors Society of Canada (en).
- 1948-1950 : dirige la section Poterie de la Canadian Ceramic Society.
- 1953 : grand prix de l’Artisanat.
- 1953 : Prix provincial de sculpture avec Génitrix.